# Aurelio Roverella
Aurelio Roverella (né le 3 juin 1748 à Cesena, dans l'actuelle province de Forlì-Cesena, en Émilie-Romagne, alors dans les États pontificaux et mort le 6 septembre 1812 à Bourbonne-les-Bains) est un cardinal italien du XVIIIe siècle et du début du XIXe siècle.

## Biographie
Aurelio Roverella fait partie de la Curie romaine et le pape Pie VI le crée cardinal lors du consistoire du 21 février 1794. Roverella participe au conclave de 1799-1800 à Venise lors duquel Pie VII est élu pape. En 1808 il est expulsé de Rome par les Français et il se retire à Ferrare. En 1809 il se rend à Paris sur ordre de Napoléon.